# Khalifa bin Salman bin Ahmed Al Khalifa
Khalifa bin Salman bin Ahmed Al Khalifa (in arabo خليفة بن سلمان بن أحمد آل خليفة‎? ; 1795 – Riffa, 31 maggio 1834) è stato il co-reggente del Bahrein dal 1825 fino alla sua morte; divise il trono con lo zio Ahmed ibn Muhammad ibn Khalifa. Era subentrato come co-reggente al padre Salman bin Ahmed al-Khalifa dopo la morte di questi.
Gli successe il suo terzo figlio, Muhammad bin Khalifa al-Khalifa, ancora in co-reggenza con il prozio.